# Ehrenhausen an der Weinstraße
Ehrenhausen an der Weinstraße osztrák község Stájerország Leibnitzi járásában. 2017 januárjában 2581 lakosa volt. 

## Elhelyezkedése

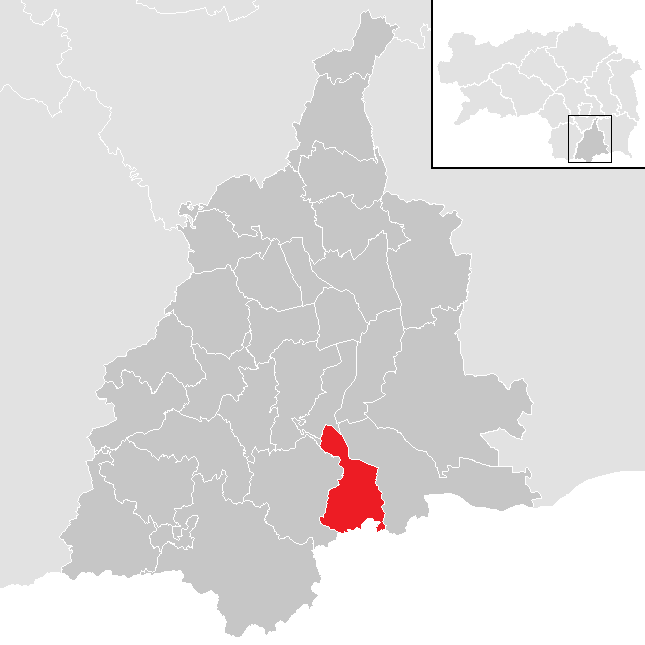
Ehrenhausen an der Weinstraße a Leibnitzi járásban

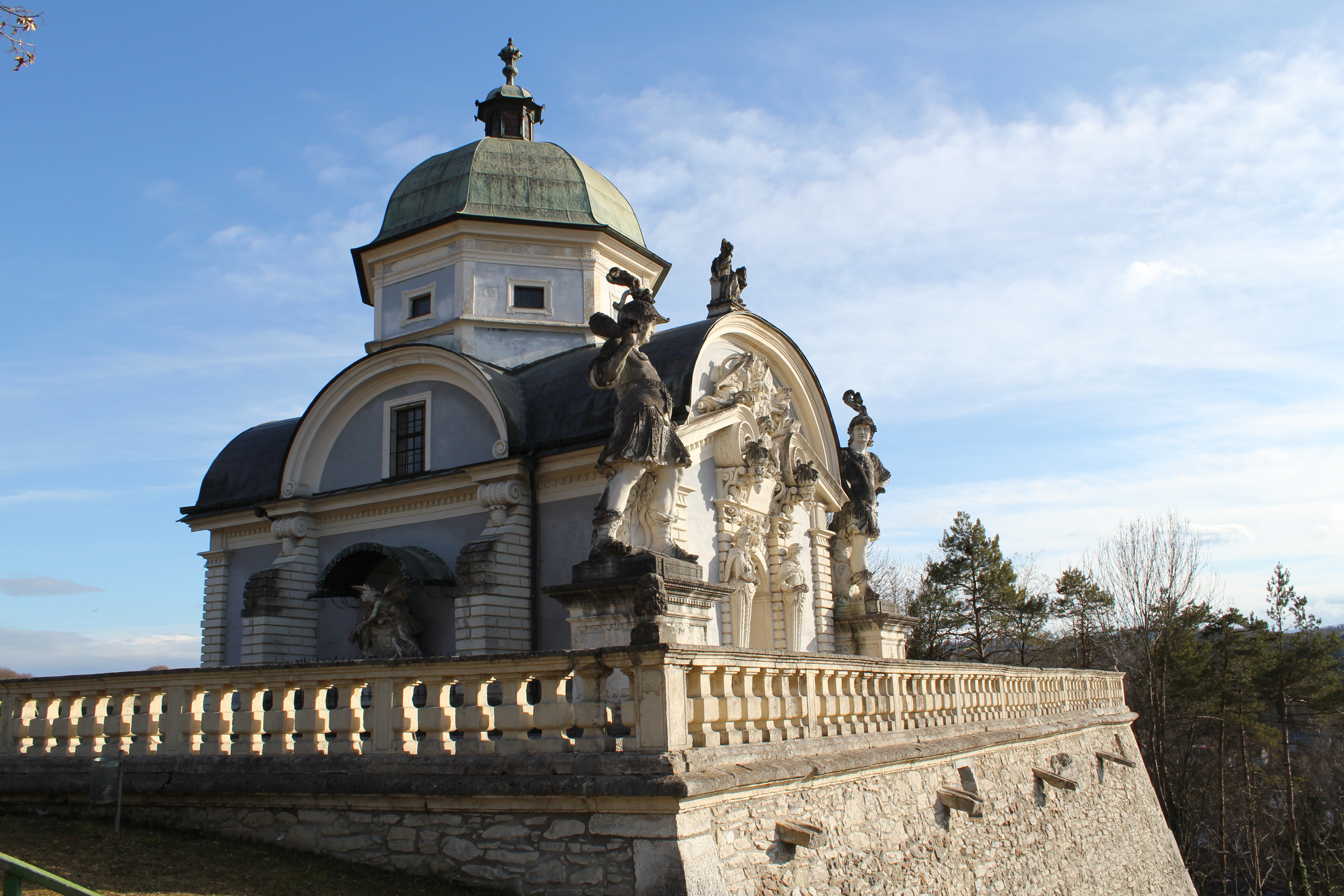
Az Eggenberg-mauzóleum

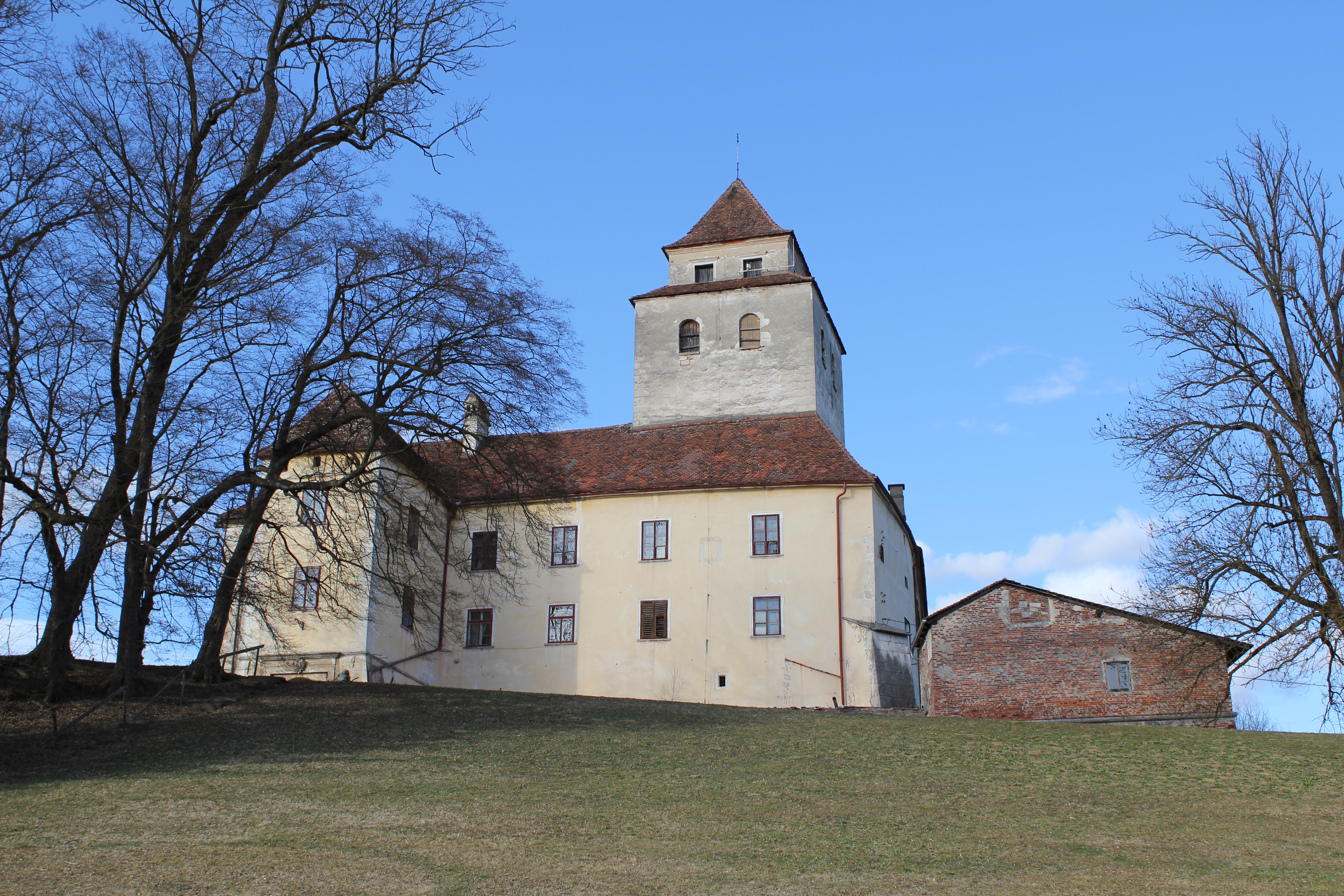
Az ehrenhauseni kastély

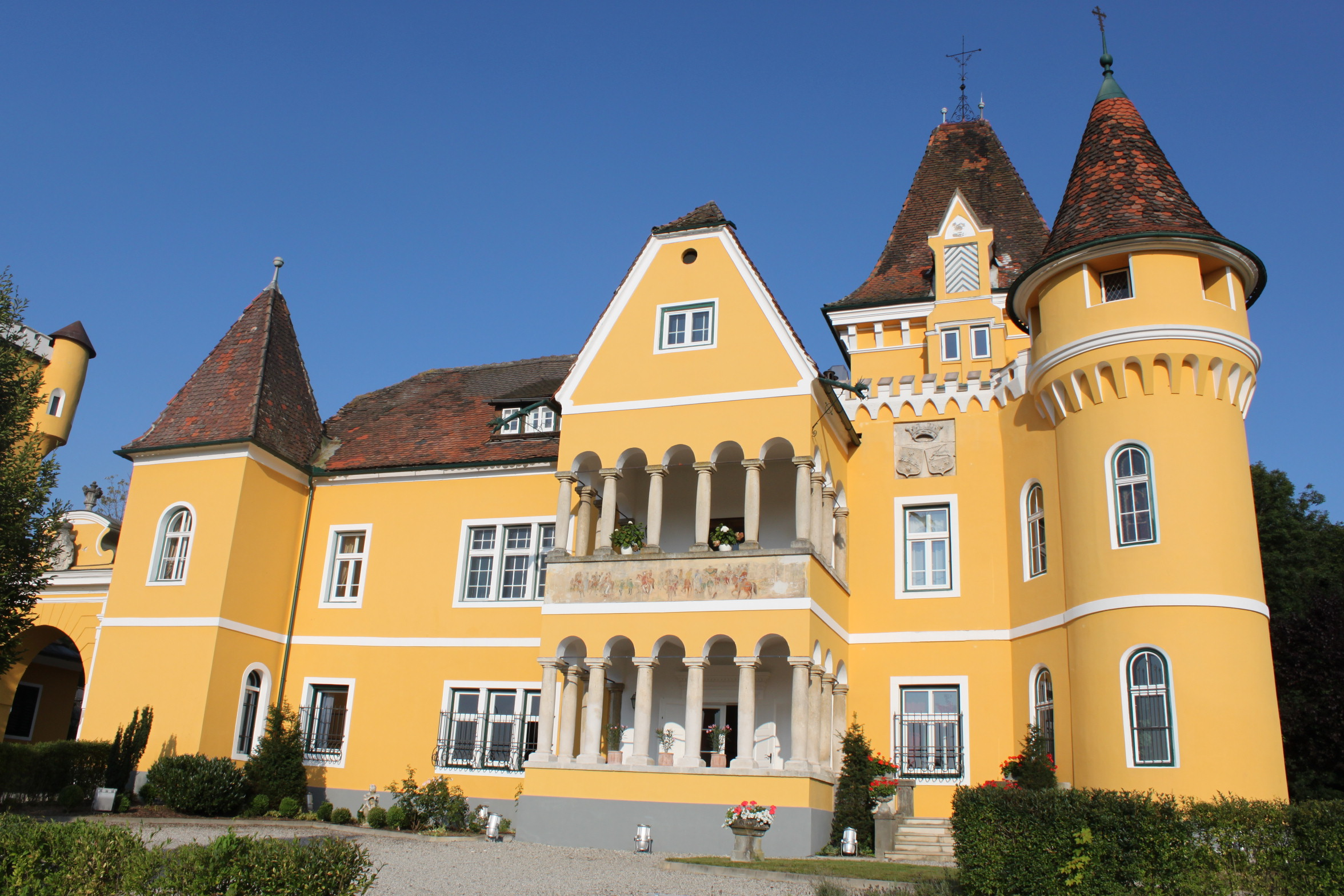
A Georgi-villa

Ehrenhausen an der Weinstraße a tartomány déli részén fekszik a Mura mentén, a Nyugat-Stájerország régióban, közvetlenül a szlovén határ mellett. Része a délstájer borvidéknek. Az önkormányzat 8 falut fog össze (Zieregg kivételével valamennyit a saját katasztrális községében): Ehrenhausen (1101 lakos), Ewitsch (393), Ottenberg (110), Ratsch an der Weinstraße (328), Retznei (382), Unterlupitscheni (28), Wielitsch (217), Zieregg (16).
A környező települések: nyugatra Gamlitz, északra Wagna, keletre Straß in Steiermark, délre Kungota (Szlovénia).

## Története
Az önkormányzat területe a bronzkor óta lakott. Retzneiben mozaikokkal díszített római kori fürdőket és szentélyt találtak a régészek, amely feltehetően a közeli Flavia Solva városához tartozott.
A 11. században a befolyásos Spanheim-család épített egy várat a Mura-menti kereskedelmi utak kereszteződésénél. A vár amellett, hogy biztosította az útvonalakat, már kezdettől fogva része volt a magyar betörésektől védő erődláncolatnak. Az erőd védelmébe falu települt. Engelbert von Spanheim még a 11. században a Sankt Paul im Lavanttal-i apátságnak adományozta az erősséget. Neve először Ernhus formában 1240-ben jelenik meg II. Frigyes osztrák herceg egy adományozó oklevelében. 1260 körül a vár és a birtok Friedrich von Pettau tulajdonába került, aki lovagjaira (1267-től idősebb, 1293-tól ifjabb Herword von Ehrenhausen) bízta azok kezelését. 1360-ban visszakerült az apátsághoz, majd IV. Rudolf osztrák herceg a kolostor fölötti kegyúri jogokat átruházta öccsére. Az ő 1365-ös halála után Ehrenhausen visszaszállt a Pettaukra. A család férfiági kihalása után a birtok a leányok házasságaival a Schaunberg és Stubenberg-nemzetségekhez került.
1543-ban Georg von Schaunberg eladta a várat Christoph von Eggenbergnek. 1556-ban I. Ferdinánd császár engedélyezte, hogy a falu évente két vásárt tartson, II. Ferdinánd pedig 1624-ben mezővárosi rangra emelte a települést. 1646-ban a birtok átkerült az Eggenberger hercegek grazi ágához. A család egyik neves tagja, Ruprecht von Eggenberg (1546 - 1611) számára készült el 1693-ban az Eggenberg-mauzeóleum. 1749-ben a mezőváros önálló egyházközséget kapott. Ehrenhausen 1755-ben a von Leslie, 1804-ben a von Attems család birtokába került. A napóleoni háborúk során 1809-ben Ehrenhausen mellett került sor a francia csapatok és a 2. grazi népfelkelő zászlóalj közötti ütközetre.
Az 1848-as bécsi forradalom után felszámolták a feudális birtokokat és 1850-ben megalakult Ehrenhausen önkormányzata. A mezővárosnak ekkor egy orvosa, egy seborvosa, egy szegényháza és egy kétosztályos zeneiskolája volt.
Miután Ausztria 1938-ban beolvadt a Német Birodalomba, Ehrenhausen a Stájer reischsgau része lett. A második világháború után a brit megszállási zónához tartozott.
A 2015-ös stájerországi közigazgatási reform során Ehrenhausen, Berghausen, Ratsch an der Weinstraße és Retznei önkormányzatokat Ehrenhausen an der Weinstraße néven egybeolvasztották. 

## Lakosság
A Ehrenhausen an der Weinstraße-i önkormányzat területén 2017 januárjában 2581 fő élt. A lakosság 1961 óta (akkor 2563 lakos) 2500-2600 fő körül stabilizálódott. 2014-ben a helybeliek 94,7%-a volt osztrák állampolgár; a külföldiek közül 1,8% a régi (2004 előtti), 2,7% az új EU-tagállamokból érkezett. A munkanélküliség 4,5%-os volt. 

## Látnivalók

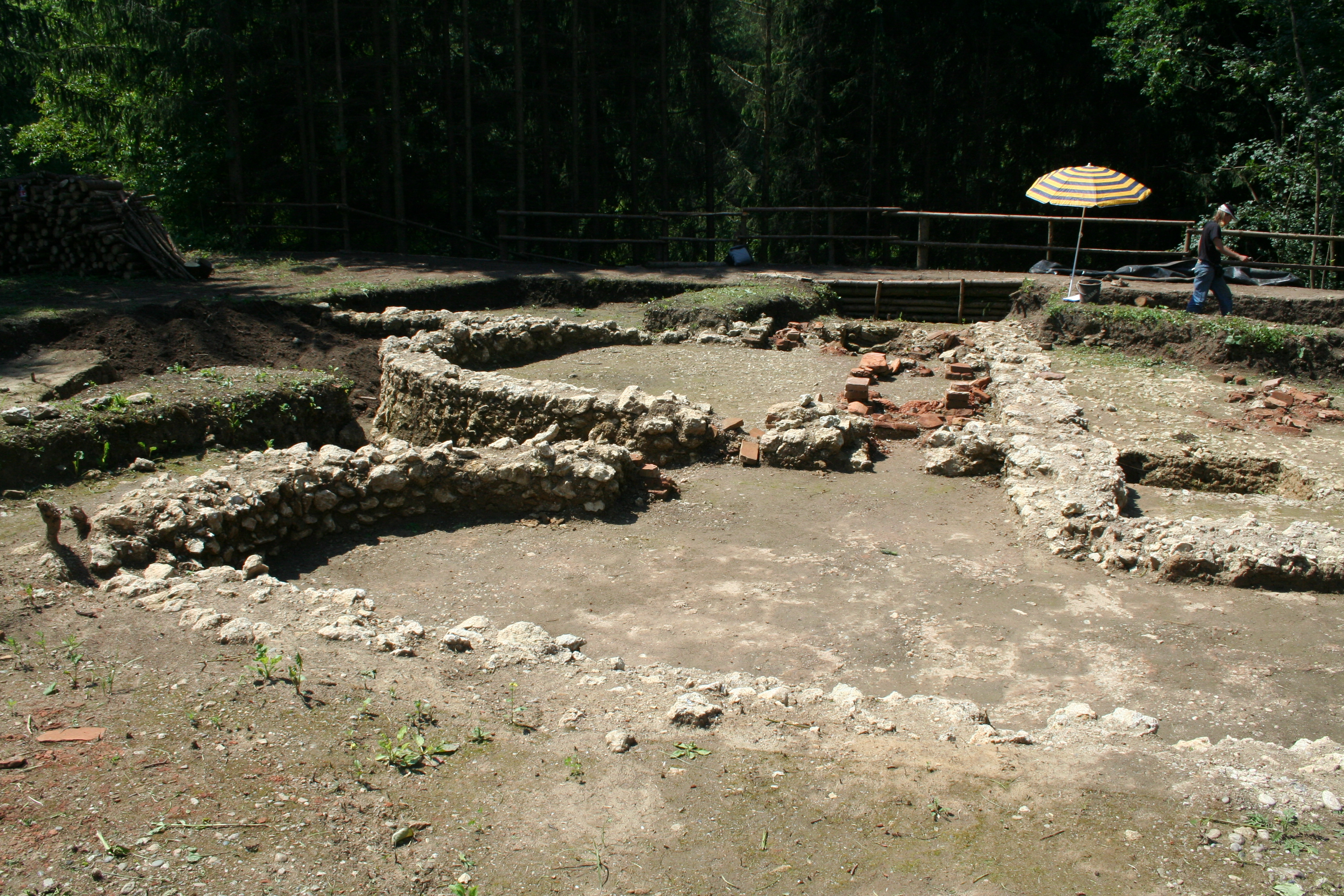
Római fürdő maradványai Retzneiben

- a barokk Fájdalmas anya-plébániatemplom 1752–1755 között épült, feltehetően Johann Fuchs tervei alapján.
- az Eggenberg-mauzóleum az ausztriai manierista építészet egyik jelentős alkotása. 1609-ben kezdték el építeni Ruprechts von Eggenberg számára, de csak 1693-ban készült el.
- az ehrenhauseni kastély a korábbi vár helyén épült a Mura fölötti dombon, a mauzóleum közelében
- a Georgi-villa 1850-ben épült Tudor-stílusban
- a barokk városháza és mellette lévő 1750-es Emma-kút
- római villa/szentély maradványai Retzneiben

## Fordítás
- Ez a szócikk részben vagy egészben  az   Ehrenhausen an der Weinstraße című német Wikipédia-szócikk ezen változatának fordításán alapul.  Az eredeti cikk szerkesztőit annak laptörténete sorolja fel. Ez a jelzés csupán a megfogalmazás eredetét és a szerzői jogokat jelzi, nem szolgál a cikkben szereplő információk forrásmegjelöléseként.